# Forces Armades del Paraguai
Les Forces Armades del Paraguai són les forces armades de la República del Paraguai. Permet el reclutament voluntari de fins a menors de 16 anys.